# Булава (ракета)
Р-30 «Булава́-30» (индекс УРАВ ВМФ — 3М30, код СНВ-III — РСМ-56, по классификации МО США и НАТО — SS-N-32; «Булава-М», «Булава-47») — российская твердотопливная баллистическая ракета комплекса Д-30, размещаемая на подводных лодках проекта 955 «Борей».
Считается, что установка нового ракетного комплекса на строящиеся лодки проекта 955 «Борей» восстановит изменившийся баланс сил в российской ядерной триаде.
Разработка ракеты ведётся с 1998 года Московским институтом теплотехники, разработавшим в 1989—1997 гг. ракету наземного базирования «Тополь-М». До сентября 2010 года генеральным конструктором был Ю. С. Соломонов. В сентябре 2010 должность генерального конструктора по стратегическим твердотопливным ракетам морского базирования занял бывший заместитель Соломонова Александр Сухадольский.

## История разработки и производства
В ноябре 1997 года председателю правительства России Виктору Черномырдину было направлено письмо за подписями министров Якова Уринсона и Игоря Сергеева, в котором предлагалось, с учётом реалий международной и внутренней обстановки, финансовых и производственных возможностей России, придать Московскому институту теплотехники (МИТ) функции ведущей организации при создании перспективных средств ядерного сдерживания (СЯС), имея в виду прежде всего определение технического облика таких средств. После утверждения письма научно-техническое сопровождение разработки и отработки стратегических ракетных комплексов морского базирования были переданы 4-му ЦНИИ МО РФ, ранее этим не занимавшемуся. От разработки стратегических ракетных комплексов для ВМФ и РВСН были отстранены отраслевые научно-исследовательские институты Роскосмоса: ЦНИИмаш, НИИ тепловых процессов, НИИ технологии машиностроения, ЦНИИ материаловедения. Генеральным конструкторам и директору МИТа Юрию Соломонову было предложено разработать универсальную стратегическую ракету для ВМФ и РВСН.
Решение в пользу разработки ракеты «Булава» было принято в 1998 году вновь назначенным на пост главнокомандующего ВМФ России Владимиром Куроедовым после трёх неудачных испытаний законченного более чем на 70 % комплекса стратегического оружия «Барк». В результате Совет безопасности РФ отказался от разработки Миасского КБ им. Макеева (разработчика всех советских баллистических ракет подводных лодок — БРПЛ, за исключением Р-31) и передал разработку новой морской стратегической ракеты Московскому институту теплотехники. В качестве аргументов в пользу такого решения называлось стремление к унификации морских и сухопутных твердотопливных ракет. Противники этого решения указывали на сомнительные плюсы от унификации, отсутствие у МИТ опыта создания ракет морского базирования, необходимость переделки АПЛ «Юрий Долгорукий», строящейся с 1996 года на северодвинском машиностроительном предприятии «Севмаш» и первоначально проектировавшейся под «Барк».
После успешных испытаний 29 июня 2007 года было принято решение о серийном производстве наиболее отработанных узлов и деталей ракеты. «Воткинский завод» в 2008 году, до принятия на вооружение, начал серийное производство ракеты.
По словам Юрия Соломонова, «Булава» разрабатывается как «корабельный ракетный комплекс, унифицированный для двух типов ракетных подводных крейсеров стратегического назначения — проекта 941 „Акула“ и проекта 955 „Борей“». При этом перенос сроков принятия на вооружение ракетного комплекса делал невозможным использование по прямому назначению трёх стратегических АПЛ проекта 941 «Акула» и ставил под вопрос целесообразность строительства новых стратегических ракетоносцев класса 955 «Борей». В 2012 году от модернизации и перевооружения лодок проекта 941 «Акула» было решено отказаться)
В июне 2012 года Главком Военно-морского флота Виктор Чирков заявил: «Ракета „Булава“ де-факто принята на вооружение. Де-юре идёт техническое оформление документации».
В конце ноября 2013 года в Североморске на губе Окольной началось возведение хранилищ для стратегических ракет «Булава».
Всего на начало 2014 года было изготовлено 46 ракет, 19 из которых были запущены во время испытаний.
В январе 2017 года сообщалось о разработке перспективной версии МБР «Булава», которая будет отличаться несколько большими размерами, стартовым весом и увеличенной полезной нагрузкой.
В июне 2018 года сообщалось, что ракета «Булава» принята на вооружение ВМФ РФ по результатам успешных испытаний.
В мае 2024 года генеральный конструктор Московского института теплотехники — генерального конструктора ракеты, Юрий Соломонов сообщил, что 7 мая подписан указ о принятии на вооружение ракетного комплекса морского базирования «Булава».

## Испытания
По состоянию на январь 2023 года произведено 40 пусков «Булавы», все пуски после 2013 года признаны успешными.
24 мая 2004 года на Воткинском машиностроительном заводе, входящем в состав корпорации МИТа, во время испытаний твердотопливного двигателя произошёл взрыв.
При проведении испытаний было принято решение отказаться от использования подводных стендов для отработки подводного старта и использовать для этих целей запуски с подводной лодки. Это решение может привести к тому, что ракета никогда не будет испытана при крайних значениях возмущений.
 1-й пуск 23.09.2004 — пуск весогабаритного макета ракеты «Булава» («бросковый») из подводного положения с АПЛ ТК-208 «Дмитрий Донской», базирующейся на Севмашпредприятии в Северодвинске. Испытание проводилось для проверки возможности использования ракеты с подводных лодок.
 2-й пуск 27.09.2005 — испытательный запуск (или первый запуск натурного изделия) произведён в 17:20 по московскому времени из акватории Белого моря с ТК-208 «Дмитрий Донской» из надводного положения по полигону Кура на Камчатке. Примерно за 14 минут ракета преодолела более 5,5 тысяч километров, после чего боевые блоки ракеты успешно поразили предназначенные для них цели на полигоне.
 3-й пуск 21.12.2005 — испытательный запуск произведён в 08:19 по московскому времени с ТК-208 «Дмитрий Донской» из подводного положения по полигону Кура. Ракета успешно поразила цель.
 4-й пуск 07.09.2006 — испытательный запуск с ТК-208 «Дмитрий Донской» из подводного положения в направлении полигона на Камчатке. Пуск БРПЛ закончился неудачей: пролетев после старта несколько минут, ракета отклонилась от курса и упала в море.
 5-й пуск 25.10.2006 — испытательный запуск с ТК-208 «Дмитрий Донской». Пуск БРПЛ закончился неудачей: после нескольких минут полёта ракета отклонилась от курса и самоликвидировалась, упав в Белое море.
 6-й пуск 24.12.2006 — испытательный запуск с ТК-208 «Дмитрий Донской» из надводного положения. Пуск БРПЛ закончился неудачно: произошёл отказ двигателя третьей ступени ракеты, что привело к самоликвидации на 3-4 минуте полёта.
 7-й пуск 28.06.2007 — испытательный запуск из подводного положения с ТК-208 «Дмитрий Донской» из акватории Белого моря по полигону Кура. Пуск завершился успехом: по заявлению начальника службы информации ВМФ Игоря Дыгало, «головная часть ракеты в установленные сроки прибыла в полигон». Во многих источниках отмечается, что успех был частичным, так как одна из боеголовок не достигла цели.
 8-й пуск 18.09.2008 — испытательный запуск произведён в 18:45 по московскому времени с ТК-208 «Дмитрий Донской» из подводного положения по полигону Кура. По заявлению представителя Минобороны РФ, «можно заключить, что пуск и полёт ракеты прошел в штатном режиме». Этот пуск также иногда отмечается как частично успешный из-за того, что после успешного завершения ракетой полётного задания ступень разведения боеголовок не сработала должным образом.
 9-й пуск 28.11.2008 — испытательный запуск в рамках программы государственных лётно-конструкторских испытаний комплекса с ТК-208 «Дмитрий Донской» из подводного положения. По заявлению помощника главкома ВМФ России капитана 1-го ранга Игоря Дыгало, «пуск баллистической ракеты „Булава“ прошёл полностью в штатном режиме, параметры траектории отработаны в штатном режиме, боевые блоки успешно прибыли в полигон Кура на Камчатке, программа испытаний ракеты впервые была выполнена полностью».
 10-й пуск 23.12.2008 — испытательный запуск с ТК-208 «Дмитрий Донской». Пуск БРПЛ закончился неудачно: после отработки первой и второй ступени ракета вышла на нештатный режим работы, отклонилась от расчётной траектории и самоликвидировалась, взорвавшись в воздухе.
 11-й пуск 15.07.2009 — испытательный запуск с ТК-208 «Дмитрий Донской» из акватории Белого моря. Пуск БРПЛ закончился неудачно: из-за сбоя на этапе работы двигателя первой ступени ракета самоликвидировалась на 20-й секунде полёта. По предварительным данным комиссии, занимавшейся расследованием, к нештатной ситуации привёл дефект рулевого агрегата первой ступени ракеты. Вскоре после неудачного пуска появилась информация, что возможен перенос производства отдельных агрегатов ракеты-носителя, к качеству изготовления которых существуют претензии, на новые производственные площадки.
Не осуществлённый пуск — 26 октября 2009 года ТК-208 «Дмитрий Донской» покинула базу и проверила готовность механизмов к пуску ракеты в Белом море, но пуск БРПЛ не состоялся. Крейсер вернулся на базу в ночь на 28 октября. 29 октября источник на Беломорской военно-морской базе сообщил журналистам Интерфакса: «Ракетная подводная лодка стратегического назначения „Дмитрий Донской“ вернулась с полигона в Белом море к месту базирования. Все поставленные локальные задачи были выполнены. Не выполненной оказалась главная цель выхода — проведение очередного испытательного пуска „Булавы“». Предположительно, ракета не вышла из шахты из-за срабатывания автоматической защиты.
 12-й пуск 09.12.2009 — испытательный запуск из подводного положения с ТК-208 «Дмитрий Донской» из акватории Белого моря. Пуск БРПЛ закончился неудачей: по официальной информации Министерства обороны РФ, первые две ступени ракеты отработали штатно. Однако, при работе третьей ступени произошёл технический сбой. Нештатная работа третьей ступени ракеты породила в условиях полярной ночи впечатляющий оптический эффект, наблюдавшийся жителями северной Норвегии и получивший название Норвежской спиральной аномалии.
По информации агентства ИТАР-ТАСС от представителя в Главном штабе Военно-морских сил России, очередные испытания межконтинентальной баллистической ракеты «Булава» запланированы на лето 2010 года: с борта АПЛ «Дмитрий Донской» планировалось выполнить как минимум два пуска этой ракеты, и при удачных испытаниях — пуски продолжатся осенью этого же года с борта РПКСН «Юрий Долгорукий». Уточнив, что сначала пройдёт одиночный пуск ракеты, а затем, в случае успеха, залповый пуск (последовательный старт ракет с интервалом в несколько секунд). Также представитель отметил, что при испытаниях «Булавы» в МО столкнулись с «плавающим» сбоем в работе ракеты, который возникает всякий раз в новом месте — в декабре 2009 года дала сбой третья ступень «Булавы». 21 мая 2010 года министр обороны Анатолий Сердюков заявил, что испытания ракеты «Булава» возобновятся не раньше ноября 2010 года: «Проблема неудачных пусков ракеты „Булава“ заключается в технологии сборки. Каких-то других нарушений мы там не видим. Все дело в качестве сборки ракеты. При этом каждый неудачный пуск имеет свои причины. Все они разные. В настоящее время ведётся работа над созданием трех абсолютно одинаковых ракет. Мы рассчитываем, что это позволит нам точно найти ошибку, если такая имеется, так как она должна повториться на всех трёх ракетах. Сейчас мы работаем над тем, как проконтролировать процесс сборки, чтобы точно знать, что все ракеты идентичны. Поэтому возобновление испытательных пусков „Булавы“ планируется не раньше осени 2010 года. К ноябрю месяцу, думаю, что мы сможем начать запуски ракеты».
 13-й пуск 07.10.2010 — испытательный запуск из подводного положения с ТК-208 «Дмитрий Донской». Пуск завершился удачно: полёт БРПЛ прошёл полностью в штатном режиме, боевые блоки поразили заданные цели на полигоне Кура.
 14-й пуск 29.10.2010 — испытательный запуск произведён в 05:30 по московскому времени с ТК-208 «Дмитрий Донской» из подводного положения по полигону Кура из акватории Белого моря. Пуск завершился удачно: прошёл полностью в штатном режиме, боевые блоки «Булавы» поразили цель в установленный срок в полигоне Кура.
 15-й пуск 28.06.2011 — испытательный запуск изначально планировался на 17 декабря, однако был перенесён из-за сложной ледовой обстановки в Белом море. Произведён с РПКСН К-535 «Юрий Долгорукий». Пуск признан успешным: боевые блоки ракеты доставлены в заданный район на Камчатке.
 16-й пуск 27.08.2011 — испытательный запуск на максимальную дальность полёта ракеты из подводного положения с К-535 «Юрий Долгорукий». Пуск завершился удачно: ракета пролетела 9300 км, что превысило ранее заявленные показатели.
 17-й пуск 28.10.2011 — испытательный запуск с борта К-535 «Юрий Долгорукий» из акватории Белого моря по полигону Кура. Пуск завершился успешно: боевые блоки ракеты в установленное время прибыли в полигон, что было зафиксировано средствами объективного контроля.
 18-19-й пуски 23.12.2011 — пуск залпом двух ракет с борта К-535 «Юрий Долгорукий» из подводного положения из акватории Белого моря. Пуск завершился успешно: все боевые блоки успешно достигли полигона Кура.
 20-й пуск 06.09.2013 — испытательный запуск с борта К-550 «Александр Невский» из акватории Белого моря по полигону Кура. Пуск БРПЛ закончился неудачно: ракета вышла штатно из пускового контейнера, однако на второй минуте полёта произошёл сбой в системе управления второй ступени, двигатели выключились, и она упала в Северный Ледовитый океан.
 21-й пуск 10.09.2014 — испытательный запуск с борта К-551 «Владимир Мономах» из акватории Белого моря по полигону Кура на Камчатке. Во время стрельбы на борту субмарины находились члены комиссии по государственным испытаниям АПЛ. Пуск завершился успешно.
 22-й пуск 29.10.2014 — испытательный запуск с борта К-535 «Юрий Долгорукий» из акватории Баренцева моря по полигону Кура. Пуск завершился успешно.
 23-й пуск 28.11.2014 — испытательный запуск с борта К-550 «Александр Невский» из акватории Баренцева моря по полигону Кура. Завершился успешно.
 24-25-й пуски 14.11.2015 — пуск залпом двух ракет с борта К-551 «Владимир Мономах» из акватории Белого моря по полигону Кура. Оба пуска признаны успешными.
26-27-й пуски 27.09.2016 — раздельный испытательный запуск двух ракет. По данным Минобороны, боевые блоки первой ракеты выполнили полный цикл программы полёта и успешно поразили заданные цели на полигоне. Вторая ракета после выполнения первого этапа программы полёта самоликвидировалась.
 28-й пуск, 26.06.2017 — испытательный запуск с борта К-535 «Юрий Долгорукий» из акватории Баренцева моря. Пуск завершился успешно: поражены заданные цели на полигоне Кура на Камчатке.
 29—32-й пуски, 22.05.2018 — пуск четырёх ракет залпом из подводного положения с борта К-535 «Юрий Долгорукий» из акватории Белого моря по полигону Кура. Пуск признан успешным.
 33-й пуск, 24.08.2019 — испытательный запуск из подводного положения с К-535 «Юрий Долгорукий» из акватории Баренцева моря по полигону Кура. Пуск признан успешным.
 34-й пуск, 30.10.2019 — испытательный запуск из подводного положения с борта К-549 «Князь Владимир» из акватории Белого моря. Испытания прошли успешно: учебно-боевые блоки ракеты достигли полигона Кура в назначенное время.
35—38-й пуски, 12.12.2020 — пуск четырёх ракет залпом из подводного положения с борта К-551 «Владимир Мономах» из акватории Охотского моря по полигону Чижа в Архангельской области. Пуск признан успешным.
39-й пуск, 21.10.2021 — пуск из подводного положения с борта К-552 «Князь Олег» из акватории Белого моря по полигону Кура на Камчатке. Боевые блоки ракеты в расчётное время успешно прибыли в заданный район.
40-й пуск, 03.11.2022 — пуск из подводного положения с борта К-553 «Генералиссимус Суворов» из акватории Белого моря по полигону Кура на Камчатке в рамках завершающего этапа госиспытаний подлодки. Полёт «Булавы» прошел в штатном режиме, боевые блоки ракеты успешно прибыли в заданный район боевого поля Кура".

### Оценка испытаний
Отечественные авторы часто критиковали разрабатываемый ракетный комплекс «Булава» за достаточно большую долю неудачных испытаний. Но, по мнению генерального конструктора МИТ Юрия Соломонова:
При проведении лётных испытаний (поскольку это закрытая тема, о конструктивных особенностях я говорить не могу) то, с чем мы столкнулись, спрогнозировать было невозможно — кто бы что ни говорил о возможности такого прогнозирования. Для того чтобы понять, о каких величинах с точки зрения количественных оценок идет речь, могу сказать, что события, в течение которых происходили нештатные ситуации с техникой, оцениваются тысячными долями секунды, при этом события имеют абсолютно случайный характер. И, когда мы по той информации, которую нам удалось выудить при анализе телеметрических данных, в наземных условиях воспроизводили случившееся в полёте, чтобы понять природу этих явлений, нам потребовалось провести не один десяток испытаний. Это лишний раз свидетельствует, насколько, с одной стороны, сложна картина протекания отдельных процессов, а с другой — насколько она трудно прогнозируема с точки зрения возможности воспроизведения в наземных условиях.
По мнению вице-премьера Сергея Иванова, причины неудач связаны с тем, что «недостаточное внимание уделяется наземной отработке изделий». По словам главного конструктора подводных лодок проекта 941 «Акула» С. Н. Ковалёва, это связано с отсутствием необходимых стендов. По мнению неназванных представителей оборонной промышленности, причиной неудач является недостаточно высокое качество комплектующих и сборки, было высказано мнение, что это свидетельствует о проблемах при серийном производстве «Булавы».
Многократные неудачи в испытаниях новой ракеты не являются чем-то уникальным. Ракета Р-39, которой были вооружены АПЛ «Акула» проекта 941, из первых 17 пусков «запорола» больше половины. Но после доработок прошла испытания ещё 13 пусками (из них 11 успешных) и была принята на вооружение.
После шестого неудачного пуска из 11 проведённых журналисты стали возлагать ответственность на представителей Министерства Обороны, обвиняя их в кумовстве и кулуарности принятия решений.
Юрий Соломонов, после серии неудачных запусков в 2009 году, ушёл в отставку с поста генерального директора государственного предприятия «Московский институт теплотехники», но остался генеральным конструктором «Булавы».
Первый замначальника Главного штаба ВМФ вице-адмирал Олег Бурцев в июле 2009 заявил: «Мы обречены на то, что она всё равно полетит. Тем более что программа испытаний до конца ещё не выполнена. „Булава“ — новая ракета, при её испытаниях приходится сталкиваться с различными препятствиями, ничто новое сразу не идёт». Позднее  главнокомандующий Военно-морским флотом РФ адмирал Владимир Высоцкий признал, что ситуация с разработкой оружия для нового поколения подводных лодок сложная, но не безнадёжная и связана с кризисом в развитии технологий в России.

### Статистика испытаний советских и российских БРПЛ
| Ракетный комплекс    | бросковые испытания | бросковые испытания | бросковые испытания | пуски с наземного стенда | пуски с наземного стенда | пуски с наземного стенда | пуски с ПЛ | пуски с ПЛ | пуски с ПЛ |
| Ракетный комплекс    | всего               | успешные            | %                   | всего                    | успешные                 | %                        | всего      | успешные   | %          |
| -------------------- | ------------------- | ------------------- | ------------------- | ------------------------ | ------------------------ | ------------------------ | ---------- | ---------- | ---------- |
| Д-5 (Р-27)           | 12                  | 12                  | 100                 | 17                       | 11                       | 65                       | 24         | 24         | 100        |
| Д-9 (Р-29)           | 7                   | 6                   | 86                  | 20                       | 10                       | 50                       | 34         | 30         | 88         |
| Д-9Р (Р-29Р)         |                     |                     |                     | 18                       | 7                        | 39                       | 52         | 47         | 90         |
| Д-19 (Р-39)          | 16                  | ?                   | ?                   | 17                       | >8                       | >50                      | 13         | 11         | 85         |
| Д-9РМ (Р-29РМ)       | 9                   | 8                   | 89                  | 16                       | 10                       | 63                       | 42         | 31         | 74         |
| Д-30 (Р-30 «Булава») | 1                   | 1                   | 100                 | —                        | —                        | —                        | 40         | 31         | 77         |

## Тактико-технические характеристики
- Максимальная дальность — 9300 км;

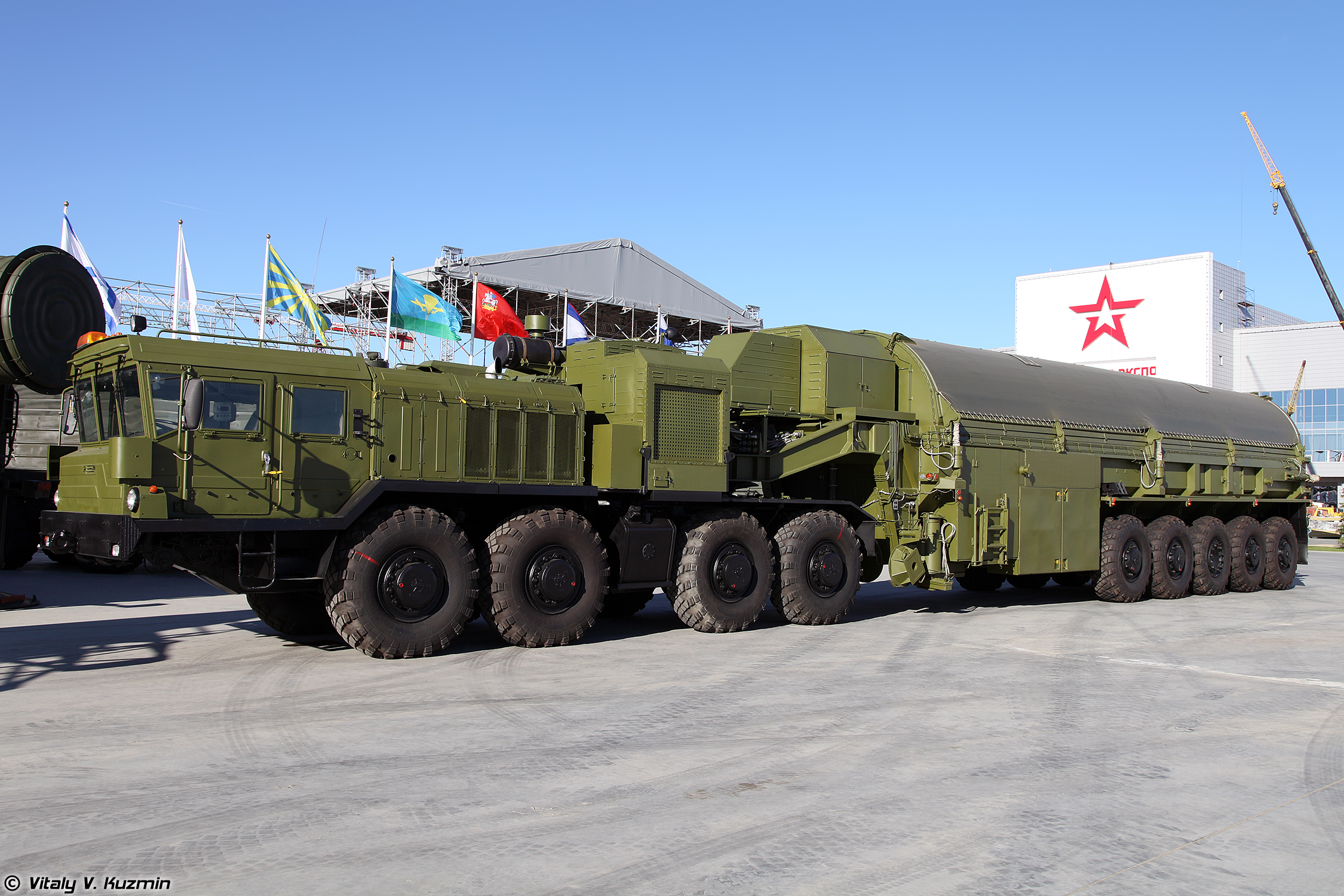
Транспортно-перегрузочный агрегат 3Ф30-9 из комплекса средств наземного обслуживания ракетного комплекса 3К30 Булава

- Круговое вероятное отклонение — 120—350 м[68][69];
- Стартовый вес — 36,8 т;
- Количество боевых блоков — 6—10[3];
- Общий забрасываемый вес — 1150 кг;
- Длина пускового контейнера — 12,1 м;
- Диаметр контейнера — 2,1 м;
- Диаметр первой ступени — 2,0 м.

Ракета трёхступенчатая, по первым двум ступеням все источники утверждают, что они твердотопливные. Масса первой ступени 18,6 тонн, длина 3,8 м, данные второй ступени не сообщались. По третьей ступени существует два мнения: твердотопливная ступень и жидкостная ступень.
«Булава» способна нести 6—10 боевых блоков по 100—150 кт индивидуального наведения с возможностью манёвра по рысканию и тангажу. Общий забрасываемый вес — 1150 кг.
Известия сообщают о наличии системы преодоления противоракетной обороны противника. Возможна доставка десяти ядерных блоков ракетой «Булава». По некоторым данным, изменился принцип их разведения. Раньше баллистическая ракета выводила блоки в район цели и «рассыпала» их над ней. На ракете «Булава» же применили принцип «виноградной грозди» (по терминологии США, где такой принцип используют давно, это «школьный автобус»). Зная точность попадания комплекса «Тополь-М» в цель (ракету «Булава» создает то же КБ, что и «Тополь-М», — Московский институт теплотехники), можно констатировать, что и у ракеты «Булава» этот показатель будет не меньше, а значит, будет достигнута очень высокая эффективность оружия.
В рамках межгосударственных соглашений с США, Россия представила информацию о технических характеристиках ракеты «Булава».

## Носители
Штатные носители ракет «Булава»
Ракета создается как корабельный ракетный комплекс, унифицированный для двух типов ракетных подводных крейсеров стратегического назначения:
- модернизированного проекта 941УМ «Акула»: ТК-208 — одна шахта[75][76];
- проекта 955 «Борей»: «Юрий Долгорукий», «Александр Невский», «Владимир Мономах», «Князь Владимир» (проект «Борей-А», заложен в 2012 году), «Князь Олег», «Генералиссимус Суворов» (проект «Борей-А», заложен в 2014 году). Всего до 2020 года предполагалось построить три субмарины по проекту 955 и пять по улучшенному проекту «Борей-А» (сдано 3+2). Каждая несёт по 16 ракет типа «Булава»[77].

Существует также возможность использования «Булавы» и в составе наземного ракетного комплекса после соответствующих переделок, составляющих не более 10 % стоимости конструкции.

## Оценка проекта
Наиболее часто дискутируется в источниках, насколько оправдано снижение максимальной дальности и забрасываемого веса за счёт преимущества сокращения «активного участка» разгона ракеты как средства защиты от ПРО.

### Проблема снижения дальности и забрасываемого веса
По оценкам некоторых экспертов, замена жидкостных ракет морского базирования на «Булаву» снизит потенциал ядерного сдерживания из-за снижения забрасываемого веса у подводных лодок проекта 955 с «Булавой».
Если не учитывать средства противодействия со стороны разворачиваемой НПРО, а также точность попадания, то критика частично справедлива: исходя из известных ТТХ, можно предположить, что по дальности и забрасываемому весу «Булава» является аналогом ракеты Трайдент I 1979 года и уступает ракетам Трайдент II, составляющим основу морского сегмента стратегических сил США. Утверждение же, что по характеристикам дальности и забрасываемого веса «Булава» практически полностью совпадает с американской ракетой Poseidon-C3, уже снятой с вооружения, как морально устаревшей, не соответствует действительности — дальность действия Poseidon-C3 с РГЧ на 6ББ равна 5600 км, то есть на 40 % меньше, чем у «Булавы», КВО с вероятностью 0,8 — 470 м, мощность каждого блока 50 кт. Кроме того, «Булава» почти на 5000 кг тяжелее, чем ракета Трайдент Ӏ (1979 год). По длине и диаметру «Булава» также превосходит ракету «Трайдент» Ӏ (длина 11,5 м у «Булавы» и 10,3 м у «Трайдента»).

### Преимущества от сокращения активного разгонного участка как важнейшего элемента защиты от ПРО
Американские эксперты National Interest по системам ПРО, как и отечественные специалисты, указывают, что сам по себе забрасываемый вес и мощность боеголовки не является главным предметом дискуссии, как возможность уничтожения ракеты на разгонном участке, когда её можно наиболее легко уничтожить со всеми боеголовками. Дело в том, что пока работают двигатели и боеголовки не разделились, баллистическая ракета представляет собой большую, хорошо наблюдаемую и сравнительно легко поражаемую цель. Мощное тепловое излучение двигателей позволяет эффективно наблюдать её спутникам оптической разведки SBIRS, игнорируя стелс-средства и средства РЭБ, используемые МБР. На разгонном участке ракету также сравнительно легко поразить осколочным или даже перспективным лазерным оружием с целью воспламенения топливных баков.
Однако если разгонный участок завершён, а боеголовки, как на «Булаве», маневрирующие с коррекцией, то сразу же после разгона возможно сделать разделение боеголовок и выбросить множество макетов-ловушек боеголовок, надувных шаров из фольги, имитирующих также по радиоотражению боеголовки, облако дипольных отражателей и модули с активными средствами РЭБ. Поэтому потребуется нереальное[уточнить] количество противоракет для уничтожения и боеголовок и макетов-ловушек на фоне сильных активных и пассивных помех. Кроме этого, боеголовки сами по себе достаточно прочные и жаростойкие объекты, поэтому их не уничтожить осколочным или лазерным боеприпасом, поскольку боеголовки сконструированы для экстремального нагрева и давления при вхождении в атмосферу. Поэтому требуется использование кинетических высокоточных противоракет для прямого столкновения, как в THAAD. Также следует учесть, что одна противоракета США стоит намного дороже одной боеголовки. Поэтому уничтожение ракеты на разгонном участке до разделения боеголовок является самой приоритетной задачей для американских систем ПРО, особенно с учётом того, что пуск морских МБР происходит в открытом море без возможности удалить место пуска за собственную госграницу в глубь собственной территории. Поэтому наибольшую угрозу для морских МБР из подводных лодок представляют эсминцы НАТО с системой «Иджис», способные эффективно уничтожать ракеты на разгонном участке.
Как утверждает генеральный конструктор «Тополя» и «Булавы» Юрий Соломонов, довольно серьёзное уменьшение полезной нагрузки ракеты связано с более высокой её живучестью, в том числе с низким активным участком и его малой продолжительностью. По его заявлению, «у „Тополь-М“, и у „Булавы“ активный участок по сравнению с отечественными ракетами меньше в 3—4 раза, а по сравнению с американскими, французскими, китайскими — в 1,5—2 раза». Время нахождения «Булавы» на разгонном участке совпадает с лучшей твердотопливной баллистической ракетой НАТО, как Trident-II.
«Булава» как твердотопливная ракета, не имеющая понятия утечки топлива и более простая по конструкции, сложнее разрушается, чем жидкостная, поэтому имеет повышенную стойкость к поражающим факторам: от ядерного взрыва до лазерного оружия. Кроме этого, в «Булаве» реализовано маневрирование на разгонном участке, что для таких кинетических перехватчиков, как THAAD, рассчитанных на обычные баллистические траектории, представляет особенную сложность.

### Отсутствие акустической демаскировки АПЛ от «сухого старта»
Более высокая прочность твердотопливных ракет, как «Булава» или Trident-II, позволяют им выполнять «сухой старт», когда ракета выдерживает перегрузки от выстреливания из шахты пороховым зарядом, а двигатель включается уже после того, как ракета находится над водой. В случае жидкостных ракет, таких как Р-29РМ или Синева, используется «мокрый старт» с предварительным заполнением шахты водой. Это занимает некоторое время и производит существенный акустический шум. Если АПЛ перед пуском преследуется противолодочным кораблём или подводной лодкой противника, то данная проблема может быть критичной.

### Простота и более высокая надёжность
Твердотопливные ракеты, к которым относится «Булава», несколько уступая ракетам на жидком топливе по забросу массы груза и дальности, значительно превосходят их в технологичности хранения и эксплуатации.
Известны случаи неоднократных аварий и катастроф на подводном флоте, вызванных именно нарушениями в технологии обращения с жидкостно-топливными ракетами. В современных жидкостных ракетах в качестве окислителя используется тетраоксид азота и несимметричный диметилгидразин в качестве горючего. Разгерметизация баков ракеты является одной из самых серьёзных угроз при их эксплуатации и уже привела к гибели советской подводной лодки К-219.

## Интересные факты
- На подводном крейсере «Дмитрий Донской» в обряде посвящения в подводники булава заменила традиционную кувалду[91].

- В новостях на сайте Министерства обороны России пуск ракеты «Булава» от 27 августа 2011 года был проиллюстрирован фотографией пуска американской ракеты Trident-II с ПЛАРБ «Теннесси[англ.]» двадцатилетней давности[92][93].
- В 2010 г. за продажу данных о «Булаве» на 8 лет тюрьмы осудили инженера А. Гнитеева[94]
- В 2011 г. учёных Е. Афанасьева и С. Бобышева осудили на 12 лет тюрьмы за продажу КНР секретной информации о баллистической ракете «Булава»[94].

## Сравнительные характеристики аналогов ракеты Булава
| ТТХ                                 | Р-29РМ                                      | Синева                                      | Р-39         | Булава                                               | Трайдент I       | Трайдент II      | M51      | M51.2    | Цзюйлан-2           | Цзюйлан-3           |
| ----------------------------------- | ------------------------------------------- | ------------------------------------------- | ------------ | ---------------------------------------------------- | ---------------- | ---------------- | -------- | -------- | ------------------- | ------------------- |
| Разработчик (головное учреждение)   | ГРЦ                                         | ГРЦ                                         | ГРЦ          | МИТ                                                  | Lockheed Martin  | Lockheed Martin  | EADS     | EADS     | Хуан Вэйлу (黄纬禄) | Хуан Вэйлу (黄纬禄) |
| Год принятия на вооружение          | 1986                                        | 2007                                        | 1984         | 2012                                                 | 1979             | 1990             | 2010     | 2010     | 2009                | —                   |
| Максимальная дальность стрельбы, км | 8300                                        | 11 500                                      | 8250         | 9300                                                 | 7400             | 11 300           | 9000     | 10 000   | 8000                | 9000                |
| Забрасываемый вес, кг               | 2800                                        | 2800                                        | 2550         | 1150                                                 | 1500             | 2800             | —        | —        | 700                 | —                   |
| Мощность боевых блоков, кт          | 4×200, 10×100                               | 4×500, 10×100                               | 10×200       | 6×150                                                | 6×100            | 8×475, 12×100    | 6—10×150 | 6—10×100 | 1×1000, 1×250, 4×90 | —                   |
| КВО, м                              | 550                                         | 250                                         | 500          | 120…350                                              | 380              | 90…500           | 150…200  | 150…200  | 500                 | —                   |
| Противодействие ПРО                 | Настильная траектория, РГЧ ИН, средства РЭБ | Настильная траектория, РГЧ ИН, средства РЭБ | РГЧ ИН       | Сокращённый активный участок, настильная траектория, | РГЧ ИН           | РГЧ ИН           | РГЧ ИН   | РГЧ ИН   | РГЧ ИН              | РГЧ ИН              |
| Стартовая масса, т                  | 40,3                                        | 40,3                                        | 90,0         | 36,8                                                 | 32,3             | 59,1             | 52,0     | 56,0     | 20,0                | —                   |
| Длина, м                            | 14,8                                        | 14,8                                        | 16,0         | 11,5                                                 | 10,3             | 13,5             | 12,0     | 12,0     | 11,0                | —                   |
| Диаметр, м                          | 01,9                                        | 01,9                                        | 02,4         | 02,0                                                 | 01,8             | 02,1             | 02,3     | 02,3     | 02,0                | —                   |
| Тип старта                          | Мокрый (заполнение водой)                   | Мокрый (заполнение водой)                   | Сухой (АРСС) | Сухой (ТПК)                                          | Сухой (мембрана) | Сухой (мембрана) |          |          |                     | —                   |